# Statistiky WTA Tour 2011
Statistiky WTA Tour 2011 představují konečný přehled vyhraných titulů, pořadí hráček na žebříčku, největších výdělků a sledovaných parametrů herní činnosti v sezóně 2011 nejvyšší úrovně ženského profesionálního tenisu.
Světovou jedničkou ve dvouhře byla na žebříčku WTA po celý rok, vyjma jednoho únorového týdne, Dánka Caroline Wozniacká. První hráčkou světa ve čtyřhře byla na konci sezóny klasifikovaná Američanka Liezel Huberová.
Nejvíce turnajů ve dvouhře vyhrály Petra Kvitová a Caroline Wozniacká (6) a ve čtyřhře pak Květa Peschkeová a Katarina Srebotniková (6).
V pořadí států byla nejúspěšnější Česká republika, když její hráčky získaly celkem 32 turnajových vítězství, druhé Rusko nasbíralo 19 titulů.
Nejdelší zápas sezóny odehrály ve 4. kole Australian Open Francesca Schiavoneová a Světlana Kuzněcovová s výsledkem 6–4, 1–6, 16–14, když utkání trvalo 4 hodiny a 44 minut. Nejvíce es v jediném zápase zaznamenala v prvním kole turnaje v Birminghamu Naomi Broadyová, když jich proti Caroline Garciaové zahrála 20 (2. skončila Lucie Šafářové s 18 esy). Nejvíce vítězství proti hráčkám první světové desítky si připsala Petra Kvitová (13), stejně jako proti pěti nejlepším tenistkám (7).
Nejméně gamů ve vyhraném turnaji ztratila Sabine Lisická, a to 13 her v Dallasu. Nejvíce utkání v řadě bez prohry zaznamenaly tři hráčky Kim Clijstersová, Serena Williamsová a Petra Kvitová (12), která jediná může šňůru prodloužit v sezóně 2012. Nejmladší vítězkou turnaje se stala v devatenácti letech, osmi měsících a třech dnech Anastasija Pavljučenkovová (Monterrey; navíc jediný titul teenagerky v sezóně), naopak nejstarší v třiceti jedna letech, osmi měsících a dvaceti jedna dnech Gréta Arnová (Auckland).

## Vyhrané turnaje

### Dvouhra – pořadí hráček
| Poř. | Tituly | Hráčka                            | Stát                   |
| 1.   | 6      | Petra Kvitová                     | Česko                  |
| 1.   | 6      | Caroline Wozniacká                | Dánsko                 |
| 2.   | 3      | Roberta Vinciová                  | Itálie                 |
| 2.   | 3      | Agnieszka Radwańská               | Polsko                 |
| 2.   | 3      | Viktoria Azarenková               | Bělorusko              |
| 3.   | 2      | Li Na                             | Čína                   |
| 3.   | 2      | Anabel Medinaová Garriguesová     | Španělsko              |
| 3.   | 2      | Věra Zvonarevová                  | Rusko                  |
| 3.   | 2      | Serena Williamsová                | Spojené státy americké |
| 3.   | 2      | Maria Šarapovová                  | Rusko                  |
| 3.   | 2      | Sabine Lisická                    | Německo                |
| 3.   | 2      | María José Martínezová Sánchezová | Španělsko              |
| 3.   | 2      | Marion Bartoliová                 | Francie                |
| 4.   | 1      | Gréta Arnová                      | Maďarsko               |
| 4.   | 1      | Jarmila Gajdošová                 | Austrálie              |
| 4.   | 1      | Kim Clijstersová                  | Bělorusko              |
| 4.   | 1      | Daniela Hantuchová                | Slovensko              |
| 4.   | 1      | Magdaléna Rybáriková              | Slovensko              |
| 4.   | 1      | Lourdes Domínguezová Linová       | Španělsko              |
| 4.   | 1      | Gisela Dulková                    | Argentina              |
| 4.   | 1      | Anastasija Pavljučenkovová        | Rusko                  |
| 4.   | 1      | Jelena Dokićová                   | Austrálie              |
| 4.   | 1      | Julia Görgesová                   | Německo                |
| 4.   | 1      | Alberta Briantiová                | Itálie                 |
| 4.   | 1      | Andrea Petkovicová                | Německo                |
| 4.   | 1      | Polona Hercogová                  | Slovinsko              |
| 4.   | 1      | Naděžda Petrovová                 | Rusko                  |
| 4.   | 1      | Samantha Stosurová                | Austrálie              |
| 4.   | 1      | Xenija Pervaková                  | Rusko                  |
| 4.   | 1      | Barbora Záhlavová-Strýcová        | Česko                  |
| 4.   | 1      | Chanelle Scheepersová             | Jižní Afrika           |
| 4.   | 1      | Dominika Cibulková                | Slovensko              |
| 4.   | 1      | Ana Ivanovićová                   | Srbsko                 |

### Dvouhra – pořadí států
| Poř. | Stát                   | Tituly |
| 1.   | Česko                  | 7      |
| 1.   | Rusko                  | 7      |
| 2.   | Dánsko                 | 6      |
| 3.   | Španělsko              | 5      |
| 4.   | Itálie                 | 4      |
| 4.   | Německo                | 4      |
| 5.   | Austrálie              | 3      |
| 5.   | Polsko                 | 3      |
| 5.   | Slovensko              | 3      |
| 5.   | Bělorusko              | 3      |
| 6.   | Čína                   | 2      |
| 6.   | Spojené státy americké | 2      |
| 6.   | Francie                | 2      |
| 7.   | Maďarsko               | 1      |
| 7.   | Bělorusko              | 1      |
| 7.   | Argentina              | 1      |
| 7.   | Slovinsko              | 1      |
| 7.   | Jižní Afrika           | 1      |
| 7.   | Srbsko                 | 1      |

### Čtyřhra – pořadí hráček
| Poř. | Tituly | Hráčka                            | Stát                   |
| 1.   | 6      | Květa Peschkeová                  | Česko                  |
| 1.   | 6      | Katarina Srebotniková             | Slovinsko              |
| 2.   | 5      | Barbora Záhlavová-Strýcová        | Česko                  |
| 2.   | 5      | Liezel Huberová                   | Spojené státy americké |
| 3.   | 4      | Iveta Benešová                    | Česko                  |
| 3.   | 4      | Lisa Raymondová                   | Spojené státy americké |
| 4.   | 3      | Galina Voskobojevová              | Kazachstán             |
| 4.   | 3      | Andrea Hlaváčková                 | Česko                  |
| 4.   | 3      | Sara Erraniová                    | Itálie                 |
| 4.   | 3      | Roberta Vinciová                  | Itálie                 |
| 4.   | 3      | Sania Mirzaová                    | Indie                  |
| 4.   | 3      | Olga Govorcovová                  | Bělorusko              |
| 4.   | 3      | Jelena Vesninová                  | Rusko                  |
| 4.   | 3      | Jaroslava Švedovová               | Kazachstán             |
| 5.   | 2      | Alisa Klejbanovová                | Rusko                  |
| 5.   | 2      | Alla Kudrjavcevová                | Rusko                  |
| 5.   | 2      | María José Martínezová Sánchezová | Španělsko              |
| 5.   | 2      | Anabel Medinaová Garriguesová     | Španělsko              |
| 5.   | 2      | Lucie Hradecká                    | Česko                  |
| 5.   | 2      | Maria Korytcevová                 | Ukrajina               |
| 5.   | 2      | Viktoria Azarenková               | Bělorusko              |
| 5.   | 2      | Maria Kirilenková                 | Rusko                  |
| 5.   | 2      | Čuang Ťia-žung                    | Tchaj-wan              |
| 5.   | 2      | Vania Kingová                     | Spojené státy americké |
| 6.   | 1      | Anastasija Pavljučenkovová        | Rusko                  |
| 6.   | 1      | Flavia Pennettaová                | Itálie                 |
| 6.   | 1      | Gisela Dulková                    | Argentina              |
| 6.   | 1      | Bethanie Matteková-Sandsová       | Spojené státy americké |
| 6.   | 1      | Meghann Shaughnessyová            | Spojené státy americké |
| 6.   | 1      | Edina Gallovitsová-Hallová        | Rumunsko               |
| 6.   | 1      | Ioana Raluca Olaruová             | Rumunsko               |
| 6.   | 1      | Dinara Safinová                   | Rusko                  |
| 6.   | 1      | Daniela Hantuchová                | Slovensko              |
| 6.   | 1      | Agnieszka Radwańská               | Polsko                 |
| 6.   | 1      | Nuria Llagosteraová Vivesová      | Španělsko              |
| 6.   | 1      | Arantxa Parraová Santonjaová      | Španělsko              |
| 6.   | 1      | Renata Voráčová                   | Česko                  |
| 6.   | 1      | Sabine Lisická                    | Německo                |
| 6.   | 1      | Samantha Stosurová                | Austrálie              |
| 6.   | 1      | Pcheng Šuaj                       | Čína                   |
| 6.   | 1      | Čeng Ťie                          | Čína                   |
| 6.   | 1      | Akgul Amanmuradovová              | Uzbekistán             |
| 6.   | 1      | Johanna Larssonová                | Švédsko                |
| 6.   | 1      | Jasmin Wöhrová                    | Německo                |
| 6.   | 1      | Klára Zakopalová                  | Česko                  |
| 6.   | 1      | Alicja Rosolská                   | Polsko                 |
| 6.   | 1      | Lourdes Domínguezová Linová       | Španělsko              |
| 6.   | 1      | Eva Birnerová                     | Česko                  |
| 6.   | 1      | Taťána Pučeková                   | Bělorusko              |
| 6.   | 1      | Alberta Briantiová                | Itálie                 |
| 6.   | 1      | Sorana Cîrsteaová                 | Rumunsko               |
| 6.   | 1      | Eleni Daniilidou                  | Řecko                  |
| 6.   | 1      | Vitalija Ďjačenková               | Rusko                  |
| 6.   | 1      | Raquel Kopsová-Jonesová           | Spojené státy americké |
| 6.   | 1      | Abigail Spearsová                 | Spojené státy americké |
| 6.   | 1      | Natalie Grandinová                | Jižní Afrika           |
| 6.   | 1      | Vladimíra Uhlířová                | Česko                  |
| 6.   | 1      | Sie Šu-wej                        | Tchaj-wan              |
| 6.   | 1      | Čeng Saj-saj                      | Čína                   |
| 6.   | 1      | Marina Erakovićová                | Nový Zéland            |
| 6.   | 1      | Kimiko Dateová                    | Japonsko               |
| 6.   | 1      | Čang Šuaj                         | Čína                   |

### Čtyřhra – pořadí států
| Poř. | Stát                   | Tituly |
| 1.   | Česko                  | 24     |
| 2.   | Spojené státy americké | 15     |
| 3.   | Rusko                  | 12     |
| 4.   | Itálie                 | 8      |
| 5.   | Španělsko              | 7      |
| 6.   | Bělorusko              | 6      |
| 6.   | Slovinsko              | 6      |
| 6.   | Kazachstán             | 6      |
| 7.   | Čína                   | 4      |
| 8.   | Indie                  | 3      |
| 8.   | Rumunsko               | 3      |
| 8.   | Tchaj-wan              | 3      |
| 9.   | Německo                | 2      |
| 9.   | Polsko                 | 2      |
| 9.   | Ukrajina               | 2      |
| 10.  | Argentina              | 1      |
| 10.  | Slovensko              | 1      |
| 10.  | Austrálie              | 1      |
| 10.  | Uzbekistán             | 1      |
| 10.  | Švédsko                | 1      |
| 10.  | Řecko                  | 1      |
| 10.  | Jižní Afrika           | 1      |
| 10.  | Nový Zéland            | 1      |
| 10.  | Japonsko               | 1      |

### Celkové pořadí hráček

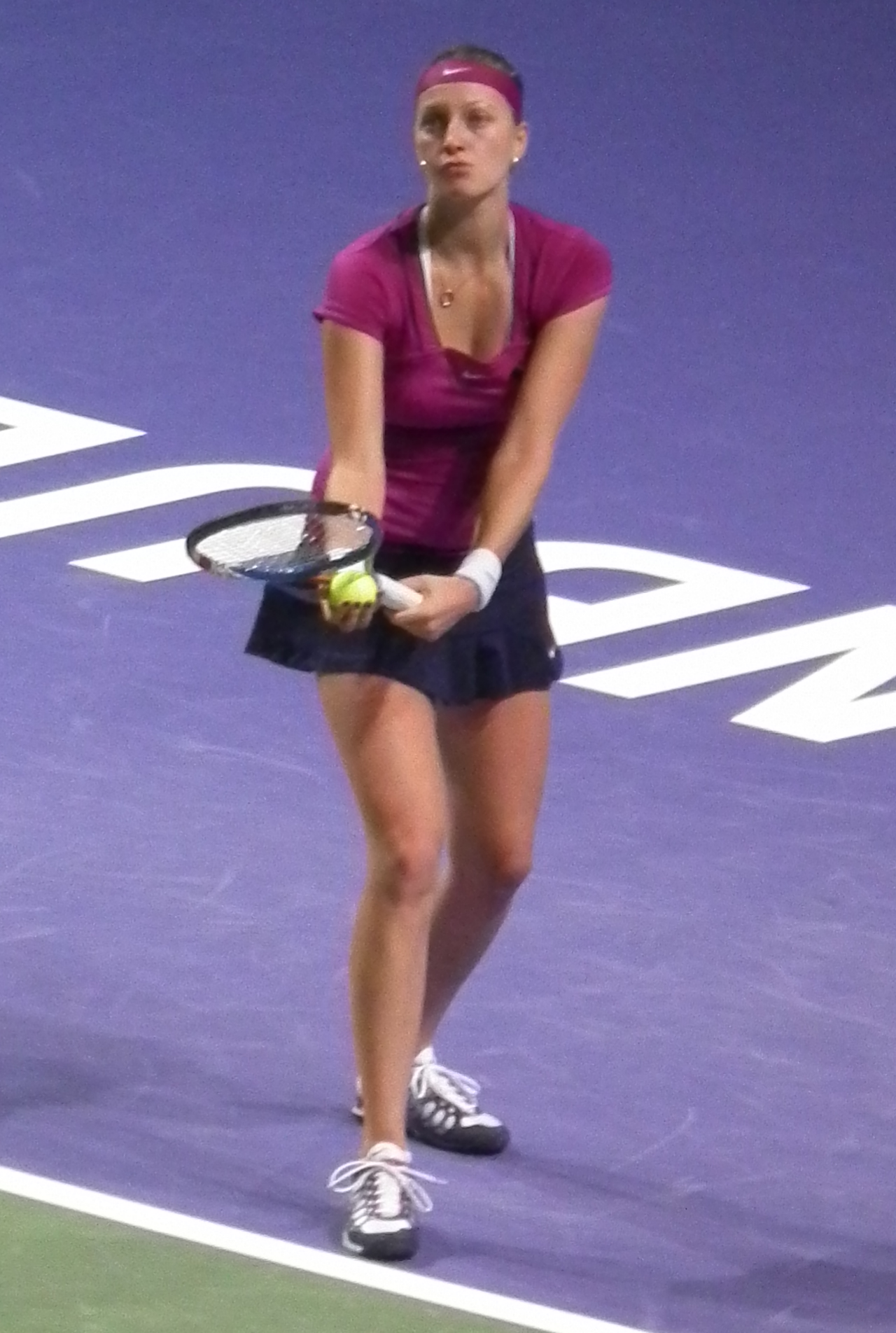
Petra Kvitová na turnaji mistryň 2011

| Poř. | Hráčka                            | ve dvouhře | ve čtyřhře | v mixu | Celkem |
| 1.   | Petra Kvitová                     | 6          | 0          | 0      | 6      |
| 1.   | Caroline Wozniacká                | 6          | 0          | 0      | 6      |
| 2.   | Roberta Vinciová                  | 3          | 3          | 0      | 6      |
| 3.   | Viktoria Azarenková               | 3          | 2          | 0      | 5      |
| 4.   | Agnieszka Radwańská               | 3          | 1          | 0      | 4      |
| 5.   | Anabel Medinaová Garriguesová     | 2          | 2          | 0      | 4      |
| 5.   | María José Martínezová Sánchezová | 2          | 2          | 0      | 4      |
| 6.   | Sabine Lisická                    | 2          | 1          | 0      | 3      |
| 7.   | Li Na                             | 2          | 0          | 0      | 2      |
| 7.   | Věra Zvonarevová                  | 2          | 0          | 0      | 2      |
| 7.   | Serena Williamsová                | 2          | 0          | 0      | 2      |
| 7.   | Maria Šarapovová                  | 2          | 0          | 0      | 2      |
| 7.   | Marion Bartoliová                 | 2          | 0          | 0      | 2      |
| 8.   | Barbora Záhlavová-Strýcová        | 1          | 5          | 0      | 6      |
| 9.   | Gisela Dulková                    | 1          | 1          | 0      | 2      |
| 9.   | Anastasija Pavljučenkovová        | 1          | 1          | 0      | 2      |
| 9.   | Daniela Hantuchová                | 1          | 1          | 0      | 2      |
| 9.   | Lourdes Domínguezová Linová       | 1          | 1          | 0      | 2      |
| 9.   | Alberta Briantiová                | 1          | 1          | 0      | 2      |
| 9.   | Samantha Stosurová                | 1          | 1          | 0      | 2      |
| 10.  | Gréta Arnová                      | 1          | 0          | 0      | 1      |
| 10.  | Jarmila Gajdošová                 | 1          | 0          | 0      | 1      |
| 10.  | Kim Clijstersová                  | 1          | 0          | 0      | 1      |
| 10.  | Magdaléna Rybáriková              | 1          | 0          | 0      | 1      |
| 10.  | Jelena Dokićová                   | 1          | 0          | 0      | 1      |
| 10.  | Julia Görgesová                   | 1          | 0          | 0      | 1      |
| 10.  | Andrea Petkovicová                | 1          | 0          | 0      | 1      |
| 10.  | Polona Hercogová                  | 1          | 0          | 0      | 1      |
| 10.  | Naděžda Petrovová                 | 1          | 0          | 0      | 1      |
| 10.  | Xenija Pervaková                  | 1          | 0          | 0      | 1      |
| 10.  | Chanelle Scheepersová             | 1          | 0          | 0      | 1      |
| 10.  | Dominika Cibulková                | 1          | 0          | 0      | 1      |
| 10.  | Ana Ivanovićová                   | 1          | 0          | 0      | 1      |
| 11.  | Katarina Srebotniková             | 0          | 6          | 1      | 7      |
| 12.  | Květa Peschkeová                  | 0          | 6          | 0      | 6      |
| 13.  | Liezel Huberová                   | 0          | 5          | 0      | 5      |
| 14.  | Iveta Benešová                    | 0          | 4          | 1      | 5      |
| 15.  | Lisa Raymondová                   | 0          | 4          | 0      | 4      |
| 16.  | Galina Voskobojevová              | 0          | 3          | 0      | 3      |
| 16.  | Andrea Hlaváčková                 | 0          | 3          | 0      | 3      |
| 16.  | Sara Erraniová                    | 0          | 3          | 0      | 3      |
| 16.  | Sania Mirzaová                    | 0          | 3          | 0      | 3      |
| 16.  | Olga Govorcovová                  | 0          | 3          | 0      | 3      |
| 16.  | Jelena Vesninová                  | 0          | 3          | 0      | 3      |
| 16.  | Jaroslava Švedovová               | 0          | 3          | 0      | 3      |
| 17.  | Alisa Klejbanovová                | 0          | 2          | 0      | 2      |
| 17.  | Pcheng Šuaj                       | 0          | 2          | 0      | 2      |
| 17.  | Alla Kudrjavcevová                | 0          | 2          | 0      | 2      |
| 17.  | Lucie Hradecká                    | 0          | 2          | 0      | 2      |
| 17.  | Maria Korytcevová                 | 0          | 2          | 0      | 2      |
| 17.  | Maria Kirilenková                 | 0          | 2          | 0      | 2      |
| 17.  | Čuang Ťia-žung                    | 0          | 2          | 0      | 2      |
| 17.  | Vania Kingová                     | 0          | 2          | 0      | 2      |
| 18.  | Flavia Pennettaová                | 0          | 1          | 0      | 1      |
| 18.  | Bethanie Matteková-Sandsová       | 0          | 1          | 0      | 1      |
| 18.  | Meghann Shaughnessyová            | 0          | 1          | 0      | 1      |
| 18.  | Edina Gallovitsová-Hallová        | 0          | 1          | 0      | 1      |
| 18.  | Ioana Raluca Olaruová             | 0          | 1          | 0      | 1      |
| 18.  | Dinara Safinová                   | 0          | 1          | 0      | 1      |
| 18.  | Nuria Llagosteraová Vivesová      | 0          | 1          | 0      | 1      |
| 18.  | Arantxa Parraová Santonjaová      | 0          | 1          | 0      | 1      |
| 18.  | Renata Voráčová                   | 0          | 1          | 0      | 1      |
| 18.  | Akgul Amanmuradovová              | 0          | 1          | 0      | 1      |
| 18.  | Johanna Larssonová                | 0          | 1          | 0      | 1      |
| 18.  | Jasmin Wöhrová                    | 0          | 1          | 0      | 1      |
| 18.  | Klára Zakopalová                  | 0          | 1          | 0      | 1      |
| 18.  | Alicja Rosolská                   | 0          | 1          | 0      | 1      |
| 18.  | Eva Birnerová                     | 0          | 1          | 0      | 1      |
| 18.  | Taťána Pučeková                   | 0          | 1          | 0      | 1      |
| 18.  | Sorana Cîrsteaová                 | 0          | 1          | 0      | 1      |
| 18.  | Eleni Daniilidou                  | 0          | 1          | 0      | 1      |
| 18.  | Vitalija Ďjačenková               | 0          | 1          | 0      | 1      |
| 18.  | Raquel Kopsová-Jonesová           | 0          | 1          | 0      | 1      |
| 18.  | Abigail Spearsová                 | 0          | 1          | 0      | 1      |
| 18.  | Natalie Grandinová                | 0          | 1          | 0      | 1      |
| 18.  | Vladimíra Uhlířová                | 0          | 1          | 0      | 1      |
| 18.  | Sie Šu-wej                        | 0          | 1          | 0      | 1      |
| 18.  | Čeng Saj-saj                      | 0          | 1          | 0      | 1      |
| 18.  | Marina Erakovićová                | 0          | 1          | 0      | 1      |
| 18.  | Kimiko Dateová                    | 0          | 1          | 0      | 1      |
| 18.  | Čang Šuaj                         | 0          | 1          | 0      | 1      |
| 19.  | Casey Dellacquová                 | 0          | 0          | 1      | 1      |
| 19.  | Melanie Oudinová                  | 0          | 0          | 1      | 1      |

### Celkové pořadí států
| Poř. | Stát                   | ve dvouhře | ve čtyřhře | v mixu | Celken |
| 1.   | Česko                  | 7          | 24         | 1      | 32     |
| 2.   | Rusko                  | 7          | 12         | 0      | 19     |
| 3.   | Dánsko                 | 6          | 0          | 0      | 6      |
| 4.   | Itálie                 | 4          | 8          | 0      | 12     |
| 5.   | Španělsko              | 4          | 7          | 0      | 11     |
| 6.   | Německo                | 4          | 2          | 0      | 6      |
| 7.   | Bělorusko              | 3          | 6          | 0      | 9      |
| 8.   | Polsko                 | 3          | 2          | 0      | 5      |
| 9.   | Austrálie              | 3          | 1          | 1      | 5      |
| 10.  | Slovensko              | 3          | 1          | 0      | 4      |
| 11.  | Spojené státy americké | 2          | 15         | 1      | 18     |
| 12.  | Čína                   | 2          | 4          | 0      | 6      |
| 13.  | Francie                | 2          | 0          | 0      | 2      |
| 14.  | Slovinsko              | 1          | 6          | 1      | 8      |
| 15.  | Argentina              | 1          | 1          | 0      | 2      |
| 15.  | Jižní Afrika           | 1          | 1          | 0      | 2      |
| 16.  | Maďarsko               | 1          | 0          | 0      | 1      |
| 16.  | Srbsko                 | 1          | 0          | 0      | 1      |
| 17.  | Kazachstán             | 0          | 6          | 0      | 6      |
| 18.  | Indie                  | 0          | 3          | 0      | 3      |
| 18.  | Tchaj-wan              | 0          | 3          | 0      | 3      |
| 19.  | Ukrajina               | 0          | 2          | 0      | 2      |
| 19.  | Rumunsko               | 0          | 2          | 0      | 2      |
| 20.  | Uzbekistán             | 0          | 1          | 0      | 1      |
| 20.  | Švédsko                | 0          | 1          | 0      | 1      |
| 20.  | Řecko                  | 0          | 1          | 0      | 1      |
| 20.  | Nový Zéland            | 0          | 1          | 0      | 1      |
| 20.  | Japonsko               | 0          | 1          | 0      | 1      |

## Pemiérové a obhájené tituly

### Premiérové tituly
Hráčky, které získaly na okruhu první titul ve dvouhře (S), ženské čtyřhře (D) nebo smíšené čtyřhře (X):
- Iveta Benešová – Wimbledon (X)
- Alberta Briantiová – Fés (S)
- Dominika Cibulková – Moskva (S)
- Casey Dellacquová – French Open (X)
- Vitalija Ďjačenková – Taškent (D)
- Natalie Grandinová – Soul (D)
- Polona Hercogová – Båstad (S)
- Sabine Lisická – Stuttgart (D)
- Melanie Oudinová – US Open (X)
- Xenija Pervaková – Taškent (S)
- Chanelle Scheepersová – Kanton (S)
- Galina Voskobojevová – Kuala Lumpur (D)
- Barbora Záhlavová-Strýcová – Québec (S)
- Čang Šuaj – Ósaka (D)
- Čeng Saj-saj – Kanton (D)

### Obhájené tituly
Hráčky, které obhájily titul ve dvouhře (S), ženské čtyřhře (D) nebo smíšené čtyřhře (X):
- Iveta Benešová – Monterrey (D)
- Edina Gallovitsová-Hallová – Bogotá (D)
- Lucie Hradecká – Bad Gastein (D)
- Ana Ivanovićová – Bali (S)
- María José Martínezová Sánchezová – Dubaj (D)
- Anastasija Pavljučenkovová – Monterrey (S)
- Květa Peschkeová – Dauhá (D)
- Caroline Wozniacká – Kodaň (S), New Haven (S)
- Barbora Záhlavová-Strýcová – Monterrey (D)

## Žebříček
Žebříček Race určil hráčky, jež se kvalifikovaly na říjnový Turnaj mistryň. Žebříček WTA a jeho konečné pořadí na konci sezóny byl sestaven na základě bodového hodnocení hráček za posledních 52 týdnů.

### Dvouhra
Tabulky uvádí 20 nejvýše postavených hráček na singlových žebříčcích Race a WTA ke konci sezóny 2011. Zlatý podklad vlevo uvádí hráčky kvalifikované na Turnaj mistryň. Modře jsou zvýrazněny dvě náhradnice.
| Žebříček Race – dvouhra | Žebříček Race – dvouhra    | Žebříček Race – dvouhra | Žebříček Race – dvouhra |
| Poř.                    | Hráčka                     | Body                    | Tour                    |
| ----------------------- | -------------------------- | ----------------------- | ----------------------- |
| 1.                      | Caroline Wozniacká         | 7 395                   | 21                      |
| 2.                      | Maria Šarapovová           | 6 370                   | 14                      |
| 3.                      | Petra Kvitová              | 5 970                   | 18                      |
| 4.                      | Viktoria Azarenková        | 5 750                   | 20                      |
| 5.                      | Li Na                      | 5 351                   | 17                      |
| 6.                      | Věra Zvonarevová           | 5 190                   | 21                      |
| 7.                      | Samantha Stosurová         | 5 115                   | 20                      |
| 8.                      | Agnieszka Radwańská        | 4 940                   | 19                      |
| 9.                      | Marion Bartoliová          | 4 610                   | 27                      |
| 10.                     | Andrea Petkovicová         | 4 580                   | 18                      |
| 11.                     | Francesca Schiavoneová     | 3 900                   | 22                      |
| 12.                     | Serena Williamsová         | 3 180                   | 13(6)                   |
| 13.                     | Kim Clijstersová           | 3 161                   | 14(8)                   |
| 14.                     | Jelena Jankovićová         | 3 115                   | 22                      |
| 15.                     | Anastasija Pavljučenkovová | 2 865                   | 22                      |
| 16.                     | Pcheng Šuaj                | 2 800                   | 22                      |
| 17.                     | Dominika Cibulková         | 2 755                   | 22                      |
| 18.                     | Sabine Lisická             | 2 724                   | 20                      |
| 19.                     | Světlana Kuzněcovová       | 2 606                   | 19                      |
| 20.                     | Flavia Pennettaová         | 2 490                   | 22                      |

| Žebříček WTA – dvouhra na konci sezóny | Žebříček WTA – dvouhra na konci sezóny | Žebříček WTA – dvouhra na konci sezóny | Žebříček WTA – dvouhra na konci sezóny | Žebříček WTA – dvouhra na konci sezóny |
| Poř.                                   | Hráčka                                 | Bodů                                   | Změna                                  |                                        |
| -------------------------------------- | -------------------------------------- | -------------------------------------- | -------------------------------------- | -------------------------------------- |
| 1.                                     | Caroline Wozniacká                     | 7 485                                  | 0                                      |                                        |
| 2.                                     | Petra Kvitová                          | 7 370                                  | +32                                    |                                        |
| 3.                                     | Viktoria Azarenková                    | 6 520                                  | +7                                     |                                        |
| 4.                                     | Maria Šarapovová                       | 6 510                                  | +14                                    |                                        |
| 5.                                     | Li Na                                  | 5 720                                  | +6                                     |                                        |
| 6.                                     | Samantha Stosurová                     | 5 585                                  | 0                                      |                                        |
| 7.                                     | Věra Zvonarevová                       | 5 435                                  | -5                                     |                                        |
| 8.                                     | Agnieszka Radwańská                    | 5 250                                  | +6                                     |                                        |
| 9.                                     | Marion Bartoliová                      | 4 710                                  | +7                                     |                                        |
| 10.                                    | Andrea Petkovicová                     | 4 580                                  | +22                                    |                                        |
| 11.                                    | Francesca Schiavoneová                 | 3 900                                  | -4                                     |                                        |
| 12.                                    | Serena Williamsová                     | 3 180                                  | -8                                     |                                        |
| 13.                                    | Kim Clijstersová                       | 3 161                                  | -10                                    |                                        |
| 14.                                    | Jelena Jankovićová                     | 3 115                                  | -6                                     |                                        |
| 15.                                    | Sabine Lisická                         | 2 879                                  | +164                                   |                                        |
| 16.                                    | Anastasija Pavljučenkovová             | 2 865                                  | +5                                     |                                        |
| 17.                                    | Pcheng Šuaj                            | 2 800                                  | +55                                    |                                        |
| 18.                                    | Dominika Cibulková                     | 2 755                                  | +13                                    |                                        |
| 19.                                    | Světlana Kuzněcovová                   | 2 606                                  | +8                                     |                                        |
| 20.                                    | Flavia Pennettaová                     | 2 490                                  | +4                                     |                                        |

#### Světové jedničky ve dvouhře
| Hráčka             | Datum nástupu     | Datum odchodu     |
| ------------------ | ----------------- | ----------------- |
| Caroline Wozniacká | konec sezóny 2010 | 13. února 2011    |
| Kim Clijstersová   | 14. února 2011    | 20. února 2011    |
| Caroline Wozniacká | 21. února 2011    | konec sezóny 2011 |

### Čtyřhra
Tabulky uvádí 10 nejvýše postavených párů na žebříčku Race, určující postup na Turnaj mistryň a 20 nejvýše postavených hráček na žebříčku WTA ve čtyřhře ke konci sezóny 2011. Zlatý podklad uvádí páry kvalifikované na Turnaj mistryň.
| Žebříček Race – čtyřhra | Žebříček Race – čtyřhra                            | Žebříček Race – čtyřhra | Žebříček Race – čtyřhra |
| Poř.                    | Dvojice                                            | Bodů                    | Turnajů                 |
| ----------------------- | -------------------------------------------------- | ----------------------- | ----------------------- |
| 1.                      | Květa Peschkeová Katarina Srebotniková             | 9 411                   | 20                      |
| 2.                      | Liezel Huberová Lisa Raymondová                    | 6 773                   | 15                      |
| 3.                      | Vania Kingová Jaroslava Švedovová                  | 6 200                   | 12                      |
| 4.                      | Gisela Dulková Flavia Pennettaová                  | 5 776                   | 14                      |
| 5.                      | Viktoria Azarenková Maria Kirilenková              | 5 490                   | 10                      |
| 6.                      | Sania Mirzaová Jelena Vesninová                    | 4 788                   | 12                      |
| 7.                      | Natalie Grandinová Vladimíra Uhlířová              | 3 866                   | 31                      |
| 8.                      | Roberta Vinciová Sara Erraniová                    | 3 541                   | 21                      |
| 9.                      | Bethanie Matteková-Sandsová Meghann Shaughnessyová | 3 351                   | 12                      |
| 10.                     | Daniela Hantuchová Agnieszka Radwańská             | 3 241                   | 10                      |

| Žebříček WTA – čtyřhra ke konci sezóny 2011 | Žebříček WTA – čtyřhra ke konci sezóny 2011 | Žebříček WTA – čtyřhra ke konci sezóny 2011 |
| Poř.                                        | Hráčka                                      | Bodů                                        |
| ------------------------------------------- | ------------------------------------------- | ------------------------------------------- |
| 1.                                          | Liezel Huberová                             | 9 970                                       |
| 2.                                          | Květa Peschkeová                            | 8 680                                       |
| 2.                                          | Katarina Srebotniková                       | 8 680                                       |
| 4.                                          | Lisa Raymondová                             | 8 295                                       |
| 5.                                          | Jaroslava Švedovová                         | 6 805                                       |
| 6.                                          | Vania Kingová                               | 6 725                                       |
| 7.                                          | Maria Kirilenková                           | 6 495                                       |
| 8.                                          | Flavia Pennettaová                          | 6 135                                       |
| 9.                                          | Gisela Dulková                              | 6 135                                       |
| 10.                                         | Jelena Vesninová                            | 5 225                                       |
| 11.                                         | Sania Mirzaová                              | 5 205                                       |
| 12.                                         | Viktoria Azarenková                         | 5 159                                       |
| 13.                                         | Naděžda Petrovová                           | 4 860                                       |
| 14.                                         | Andrea Hlaváčková                           | 4 205                                       |
| 15.                                         | Lucie Hradecká                              | 4 175                                       |
| 16.                                         | Agnieszka Radwańská                         | 3 521                                       |
| 17.                                         | Bethanie Matteková-Sandsová                 | 3 490                                       |
| 18.                                         | Daniela Hantuchová                          | 3 361                                       |
| 19.                                         | Meghann Shaughnessyová                      | 3 350                                       |
| 20.                                         | MJ Martínezová Sánchezová                   | 3 215                                       |

#### Světové jedničky
| Hráčka                                 | Datum nástupu     | Datum odchodu     |
| -------------------------------------- | ----------------- | ----------------- |
| Gisela Dulková                         | konec sezóny 2010 |                   |
| Gisela Dulková Flavia Pennettaová      | 28. února 2011    | 17. dubna 2011    |
| Flavia Pennettaová                     |                   | 3. července 2011  |
| Květa Peschkeová Katarina Srebotniková | 4. července 2011  | 11. září 2011     |
| Liezel Huberová                        | 12. září 2011     | konec sezóny 2011 |

## Nejvyšší výdělky hráček
Tabulka uvádí hráčky s nejvyšším výdělkem ve WTA Tour 2011. Částky jsou v amerických dolarech.
| Poř. | Stát      | Hráčka              | ve dvouhře | ve čtyřhře | v mixu | Bonusy     | Celkem 2011 |
| ---- | --------- | ------------------- | ---------- | ---------- | ------ | ---------- | ----------- |
| 1.   | Česko     | Petra Kvitová       | $5 131 009 | $12 476    | $2 458 | $0         | $5 145 943  |
| 2.   | Dánsko    | Caroline Wozniacká  | $3 064 756 | $0         | $825   | $1 000 000 | $4 065 581  |
| 3.   | Bělorusko | Viktoria Azarenková | $3 207 489 | $373 543   | $0     | $225 000   | $3 771 032  |
| 4.   | Čína      | Li Na               | $3 484 139 | $0         | $0     | $225 000   | $3 709 139  |
| 5.   | Austrálie | Samantha Stosurová  | $2 934 333 | $145 780   | $1 040 | $400 000   | $3 476 153  |
| 6.   | Rusko     | Maria Šarapovová    | $2 899 148 | $0         | $0     | $0         | $2 899 148  |
| 7.   | Rusko     | Věra Zvonarevová    | $1 907 681 | $45737     | $0     | $725 000   | $2 673 018  |
| 8.   | Polsko    | Agnieszka Radwańská | $2 202 672 | $253 846   | $0     | $0         | $2 456 518  |
| 9.   | Belgie    | Kim Clijstersová    | $2 235 741 | $0         | $0     | $0         | $2 325 741  |
| 10.  | USA       | Serena Williamsová  | $1 978 930 | $0         | $0     | $0         | $1 978 930  |

## Parametry
Statistiky nejlepších hráček ve sledovaných charakteristikách sezóny 2011. Hodnoty jsou vyjma statistik es uváděny v procentech. Stav ke konci sezóny 2011.
| ESA  | ESA                | ESA | ESA    |
| Poř. | Hráčka             | Esa | Zápasů |
| ---- | ------------------ | --- | ------ |
| 1.   | Marion Bartoliová  | 270 | 83     |
| 2.   | Jarmila Gajdošová  | 260 | 51     |
| 3.   | Sabine Lisická     | 245 | 46     |
| 4.   | Julia Görgesová    | 245 | 60     |
| 5.   | Lucie Šafářová     | 243 | 57     |
| 6.   | Petra Kvitová      | 241 | 61     |
| 7.   | Lucie Hradecká     | 237 | 36     |
| 8.   | Věra Zvonarevová   | 235 | 75     |
| 9.   | Rebecca Marinová   | 214 | 33     |
| 10.  | Samantha Stosurová | 213 | 66     |

| ZISK HER NA PODÁNÍ | ZISK HER NA PODÁNÍ   | ZISK HER NA PODÁNÍ | ZISK HER NA PODÁNÍ |
| Poř.               | Hráčka               | %                  | Zápasů             |
| ------------------ | -------------------- | ------------------ | ------------------ |
| 1.                 | Serena Williamsová   | 85.4               | 25                 |
| 2.                 | Samantha Stosurová   | 79.7               | 66                 |
| 3.                 | Petra Kvitová        | 76.6               | 51                 |
| 4.                 | Sabine Lisická       | 75.6               | 46                 |
| 5.                 | Lucie Šafářová       | 74.9               | 57                 |
| 6.                 | Caroline Wozniacká   | 74.7               | 80                 |
| 7.                 | Ana Ivanovićová      | 74.5               | 50                 |
| 8.                 | Julia Görgesová      | 73.6               | 60                 |
| 9.                 | Daniela Hantuchová   | 73.0               | 66                 |
| 10.                | Magdaléna Rybáriková | 72.9               | 28                 |

| ODVRÁCENÉ BREJKBOLY | ODVRÁCENÉ BREJKBOLY  | ODVRÁCENÉ BREJKBOLY | ODVRÁCENÉ BREJKBOLY |
| Poř.                | Hráčka               | %                   | Zápasů              |
| ------------------- | -------------------- | ------------------- | ------------------- |
| 1.                  | Serena Williamsová   | 67.5                | 25                  |
| 2.                  | Lucie Šafářová       | 63.7                | 57                  |
| 3.                  | Samantha Stosurová   | 63.4                | 66                  |
| 4.                  | Daniela Hantuchová   | 63.0                | 66                  |
| 5.                  | Magdaléna Rybáriková | 62.4                | 28                  |
| 6.                  | Ana Ivanovićová      | 61.0                | 50                  |
| 7.                  | Petra Kvitová        | 60.0                | 61                  |
| 8.                  | Kim Clijstersová     | 59.7                | 28                  |
| 9.                  | Kaia Kanepiová       | 59.2                | 35                  |
| 10.                 | Heather Watsonová    | 58.7                | 21                  |

| ÚSPĚŠNOST 1. PODÁNÍ | ÚSPĚŠNOST 1. PODÁNÍ | ÚSPĚŠNOST 1. PODÁNÍ | ÚSPĚŠNOST 1. PODÁNÍ |
| Poř.                | Hráčka              | %                   | Zápasů              |
| ------------------- | ------------------- | ------------------- | ------------------- |
| 1.                  | Sara Erraniová      | 76.8                | 56                  |
| 2.                  | Monica Niculescuová | 74.7                | 36                  |
| 3.                  | Čeng Ťie            | 74.0                | 41                  |
| 4.                  | Anna Tatišviliová   | 71.5                | 21                  |
| 5.                  | Čang Šuaj           | 70.4                | 30                  |
| 6.                  | Viktoria Azarenková | 70.4                | 72                  |
| 7.                  | Andrea Petkovicová  | 69.9                | 67                  |
| 8.                  | Caroline Wozniacká  | 69.5                | 80                  |
| 9.                  | Pcheng Šuaj         | 69.1                | 69                  |
| 10.                 | Li Na               | 69.1                | 49                  |

| VÍTĚZNÉ BODY Z 1. PODÁNÍ | VÍTĚZNÉ BODY Z 1. PODÁNÍ | VÍTĚZNÉ BODY Z 1. PODÁNÍ | VÍTĚZNÉ BODY Z 1. PODÁNÍ |
| Poř.                     | Hráčka                   | %                        | Zápasů                   |
| ------------------------ | ------------------------ | ------------------------ | ------------------------ |
| 1.                       | Serena Williamsová       | 76.7                     | 25                       |
| 2.                       | Sabine Lisická           | 72.9                     | 46                       |
| 3.                       | Lucie Hradecká           | 71.9                     | 36                       |
| 4.                       | Ana Ivanovićová          | 71.3                     | 50                       |
| 5.                       | Jarmila Gajdošová        | 70.2                     | 51                       |
| 6.                       | Samantha Stosurová       | 69.9                     | 66                       |
| 7.                       | Lucie Šafářová           | 69.6                     | 57                       |
| 8.                       | Magdaléna Rybáriková     | 69.3                     | 28                       |
| 9.                       | Julia Görgesová          | 69.0                     | 60                       |
| 10.                      | Věra Zvonarevová         | 68.9                     | 75                       |

| VÍTĚZNÉ BODY Z 2. PODÁNÍ | VÍTĚZNÉ BODY Z 2. PODÁNÍ | VÍTĚZNÉ BODY Z 2. PODÁNÍ | VÍTĚZNÉ BODY Z 2. PODÁNÍ |
| Poř.                     | Hráčka                   | %                        | Zápasů                   |
| ------------------------ | ------------------------ | ------------------------ | ------------------------ |
| 1.                       | Serena Williamsová       | 52.9                     | 25                       |
| 2.                       | Samantha Stosurová       | 52.2                     | 66                       |
| 3.                       | Petra Kvitová            | 50.2                     | 61                       |
| 4.                       | Caroline Wozniacká       | 50.0                     | 80                       |
| 5.                       | Agnieszka Radwańská      | 49.3                     | 64                       |
| 6.                       | Andrea Petkovicová       | 49.1                     | 67                       |
| 7.                       | Daniela Hantuchová       | 48.7                     | 66                       |
| 8.                       | A Medina Garrigues       | 48.7                     | 54                       |
| 9.                       | Rebecca Marinová         | 48.5                     | 33                       |
| 10.                      | Laura Pousová Tiová      | 48.3                     | 28                       |

| VÍTĚZNÉ BODY PO VRÁCENÍ 1. PODÁNÍ | VÍTĚZNÉ BODY PO VRÁCENÍ 1. PODÁNÍ | VÍTĚZNÉ BODY PO VRÁCENÍ 1. PODÁNÍ | VÍTĚZNÉ BODY PO VRÁCENÍ 1. PODÁNÍ |
| Poř.                              | Hráčka                            | %                                 | Zápasů                            |
| --------------------------------- | --------------------------------- | --------------------------------- | --------------------------------- |
| 1.                                | Maria Šarapovová                  | 43.8                              | 56                                |
| 2.                                | Monica Niculescuová               | 43.4                              | 36                                |
| 3.                                | Klára Zakopalová                  | 43.1                              | 54                                |
| 4.                                | Urszula Radwańská                 | 42.9                              | 21                                |
| 5.                                | Kim Clijstersová                  | 42.6                              | 28                                |
| 6.                                | Lourdes Domínguez Lino            | 42.3                              | 31                                |
| 7.                                | A Medina Garrigues                | 42.1                              | 54                                |
| 8.                                | Viktoria Azarenková               | 42.0                              | 72                                |
| 9.                                | Carla Suárezo Navarro             | 41.9                              | 27                                |
| 10.                               | Caroline Wozniacká                | 41.7                              | 80                                |

| PROMĚNĚNÉ BREJKBOLY | PROMĚNĚNÉ BREJKBOLY    | PROMĚNĚNÉ BREJKBOLY | PROMĚNĚNÉ BREJKBOLY |
| Poř.                | Hráčka                 | %                   | Zápasy              |
| ------------------- | ---------------------- | ------------------- | ------------------- |
| 1.                  | A Medina Garrigues     | 54.9                | 54                  |
| 2.                  | Maria Šarapovová       | 54.8                | 56                  |
| 3.                  | Kateryna Bondarenková  | 54.4                | 24                  |
| 4.                  | Klára Zakopalová       | 52.4                | 54                  |
| 5.                  | Monica Niculescuová    | 52.2                | 36                  |
| 6.                  | Alizé Cornetová        | 51.8                | 27                  |
| 7.                  | Alisa Klejbanovová     | 51.7                | 26                  |
| 8.                  | Melanie Oudinová       | 51.5                | 27                  |
| 9.                  | Agnieszka Radwańská    | 51.1                | 64                  |
| 10.                 | Lourdes Domínguez Lino | 51.0                | 31                  |

| HRY ZÍSKANÉ NA PŘÍJMU | HRY ZÍSKANÉ NA PŘÍJMU | HRY ZÍSKANÉ NA PŘÍJMU | HRY ZÍSKANÉ NA PŘÍJMU |
| Poř.                  | Hráčka                | %                     | Zápasů                |
| --------------------- | --------------------- | --------------------- | --------------------- |
| 1.                    | Maria Šarapovová      | 49.7                  | 56                    |
| 2.                    | Viktoria Azarenková   | 49.0                  | 72                    |
| 3.                    | Monica Niculescuová   | 48.5                  | 36                    |
| 4.                    | Kim Clijstersová      | 47.9                  | 28                    |
| 5.                    | A Medina Garrigues    | 46.0                  | 54                    |
| 6.                    | Caroline Wozniacká    | 45.9                  | 80                    |
| 7.                    | Klára Zakopalová      | 45.5                  | 54                    |
| 8.                    | Agnieszka Radwańská   | 45.2                  | 64                    |
| 9.                    | Marion Bartoliová     | 44.7                  | 83                    |
| 10.                   | Jelena Jankovićová    | 44.4                  | 59                    |

## Ukončení kariéry
Hráčky, které v sezóně 2011 oznámily ukončení profesionální kariéry:
- Tathiana Garbinová – pouze ve dvouhře, v sezóně 2012 pokračuje ve čtyřhře,
- Mara Santangelová – poslední zápas odehrála roku 2010 na turnaji ITF v Římě roku 2010, kde ve čtyřhře prohrála v úvodním kole,
- Justine Heninová – druhé ukončení kariéry po návratu zranění lokte ve Wimbledonu 2010. Sezónu 2010 již ukončila předčasně,[7]
- Rennae Stubbsová – poslední zápas odehrála ve Fed Cupu proti Itálii, když ve čtyřhře spolu s Anastasií Rodionovovou prohrály zápas ve třech setech,[8]
- Stéphanie Cohenová-Alorová – poslední zápas odehrála na Open GDF Suez, když do hlavní soutěže postoupila jako šťastná poražená a prohrála zde s Bethanií Mattekovou-Sandsovou 7–5, 6–3,[9]
- Patty Schnyderová – poslední turnaj odehrála na French Open, kde v úvodním kole podlehla Soraně Cîrsteaové6–1, 6–3,[10]
- Sybille Bammerová – ukončení kariéry oznámila po prohře s Monicou Niculescuovou v úvodním kole Wimbledonu, ale o dva týdny později nastoupila na turnaji v rodné zemi Gastein Ladies, kde vypadla ve druhém kole s Yvonne Meusburgerovou 6–2, 6–1.

## Zisk bodů do žebříčku
Zisk bodů do žebříčku v sezóně 2011 vycházel z kategorie turnaje a fáze, ve které hráčka vypadla.
| Kategorie/fáze                            | W    | F    | SF                                                                                    | QF                                                                                    | R16                                                                                   | R32                                                                                   | R64                                                                                   | R128                                                                                  | QLFR                                                                                  | Q3 | Q2 | Q1 |
| ----------------------------------------- | ---- | ---- | ------------------------------------------------------------------------------------- | ------------------------------------------------------------------------------------- | ------------------------------------------------------------------------------------- | ------------------------------------------------------------------------------------- | ------------------------------------------------------------------------------------- | ------------------------------------------------------------------------------------- | ------------------------------------------------------------------------------------- | -- | -- | -- |
| Grand Slam (S)                            | 2000 | 1400 | 900                                                                                   | 500                                                                                   | 280                                                                                   | 160                                                                                   | 100                                                                                   | 5                                                                                     | 60                                                                                    | 50 | 40 | 2  |
| Grand Slam (D)                            | 2000 | 1400 | 900                                                                                   | 500                                                                                   | 280                                                                                   | 160                                                                                   | 5                                                                                     | –                                                                                     | 48                                                                                    | –  | –  | –  |
| WTA Tour Championships (S)                | +450 | +360 | (230 b. za každou výhru v základní skupině 70 b. za každou prohru v základní skupině) | (230 b. za každou výhru v základní skupině 70 b. za každou prohru v základní skupině) | (230 b. za každou výhru v základní skupině 70 b. za každou prohru v základní skupině) | (230 b. za každou výhru v základní skupině 70 b. za každou prohru v základní skupině) | (230 b. za každou výhru v základní skupině 70 b. za každou prohru v základní skupině) | (230 b. za každou výhru v základní skupině 70 b. za každou prohru v základní skupině) | (230 b. za každou výhru v základní skupině 70 b. za každou prohru v základní skupině) | –  | –  | –  |
| WTA Tour Championships (D)                | 1500 | 1050 | 690                                                                                   | –                                                                                     | –                                                                                     | –                                                                                     | –                                                                                     | –                                                                                     | –                                                                                     | –  | –  | –  |
| Premier Mandatory (96S)                   | 1000 | 700  | 450                                                                                   | 250                                                                                   | 140                                                                                   | 80                                                                                    | 50                                                                                    | 5                                                                                     | 30                                                                                    | –  | 20 | 1  |
| Premier Mandatory (64S)                   | 1000 | 700  | 450                                                                                   | 250                                                                                   | 140                                                                                   | 80                                                                                    | 5                                                                                     | –                                                                                     | 30                                                                                    | –  | 20 | 1  |
| Premier Mandatory (28/32D)                | 1000 | 700  | 450                                                                                   | 250                                                                                   | 140                                                                                   | 5                                                                                     | –                                                                                     | –                                                                                     | –                                                                                     | –  | –  | –  |
| Premier 5 (56S)                           | 900  | 620  | 395                                                                                   | 225                                                                                   | 125                                                                                   | 70                                                                                    | 1                                                                                     | –                                                                                     | 30                                                                                    | –  | 20 | 1  |
| Premier 5 (28D)                           | 900  | 620  | 395                                                                                   | 225                                                                                   | 125                                                                                   | 1                                                                                     | –                                                                                     | –                                                                                     | –                                                                                     | –  | –  | –  |
| Premier (56S)                             | 470  | 320  | 200                                                                                   | 120                                                                                   | 60                                                                                    | 40                                                                                    | 1                                                                                     | –                                                                                     | 12                                                                                    | –  | 8  | 1  |
| Premier (32S)                             | 470  | 320  | 200                                                                                   | 120                                                                                   | 60                                                                                    | 1                                                                                     | –                                                                                     | –                                                                                     | 20                                                                                    | 12 | 8  | 1  |
| Premier (16D)                             | 470  | 320  | 200                                                                                   | 120                                                                                   | 1                                                                                     | –                                                                                     | –                                                                                     | –                                                                                     | –                                                                                     | –  | –  | –  |
| Commonwealth Bank Tournament of Champions | 375  | 255  | 180(3.) 165(4.)                                                                       | 75                                                                                    | –                                                                                     | –                                                                                     | –                                                                                     | –                                                                                     | –                                                                                     | –  | –  | –  |
| International (56S)                       | 280  | 200  | 130                                                                                   | 70                                                                                    | 30                                                                                    | 15                                                                                    | 1                                                                                     | –                                                                                     | 10                                                                                    | –  | 6  | 1  |
| International (32S)                       | 280  | 200  | 130                                                                                   | 70                                                                                    | 30                                                                                    | 1                                                                                     | –                                                                                     | –                                                                                     | 16                                                                                    | 10 | 6  | 1  |
| International (16D)                       | 280  | 200  | 130                                                                                   | 70                                                                                    | 1                                                                                     | –                                                                                     | –                                                                                     | –                                                                                     | –                                                                                     | –  | –  | –  |

Legenda
- W - vítězka
- F - finalistka
- SF - semifinalistka
- QF - čtvrtfinalistka
- R16 - osmifinalistka
- R32 - 32 hráček v kole
- R64 - 64 hráček v kole
- R128 - 128 hráček v kole, 1. kolo grandslamového turnaje
- QLFR - vítězka kvalifikace turnaje, postup do hlavní soutěže
- Q3 - 3. kolo kvalifikace
- Q2 - 2. kolo kvalifikace
- Q1 - 1. kolo kvalifikace
- (S) - single, dvouhra /v závorce počet startujících/
- (D) - double, čtyřhra